# Paris-Roubaix 1896
Prima ediție a cursei Paris-Roubaix, o cursă clasică de ciclism de o zi, din Franța, a avut loc la 19 aprilie 1896. s-au parcurs 280 de kilometri de la Paris la velodromul din Roubaix. Câștigătorul a fost germanul Josef Fischer⁠(d) care a primit 1.000 de franci pentru victorie, o sumă considerabilă de bani la acea vreme. Cursa, la fel ca toate edițiile până în 1909, a fost motorizată.

## Origine
Cursa a fost creată de doi producători de textile Roubaix, Théodore Vienne⁠(d) și Maurice Perez, care construiseră un velodrom în Roubaix și doreau să promoveze pista. Înainte de prima cursă, a fost prezentată mai întâi sponsorului, Le Vélo⁠(d), ca o cursă de antrenament pentru cursa Bordeaux-Paris⁠(d). Întrucât Roubaix era un mic oraș de provincie la acea vreme, o cursă profesionistă de ciclism care se termina acolo ar fi fost foarte bună pentru afaceri.
Paul Rousseau, directorul Le Vélo,a fost de acord să dea startul cursei în fața birourilor ziarului din Paris. Acesta a proiectat un traseu și l-a trimis pe Victor Breyer, pentru a testa traseul. Breyer a condus la Amiens cu mașina, înainte de a continua cu bicicleta a doua zi. Când a ajuns la Roubaix, îi era frig și era plin de noroi. Era suficient de nefericit pentru a sugera anularea cursei, dar un duș și o masă l-au făcut să se răzgândească.

## Prezentare generală a cursei
Jumătate dintre cicliștii care trebuiau să participe au rămas în pat, inclusiv Henri Desgrange⁠(d), care mai târziu a organizat primul Tur al Franței. Câștigătorul primului Tur al Franței, Maurice Garin⁠(d), a început cursa, a terminat pe locul al treilea și a câștigat următoarele două ediții în anii următori.
Cursa a fost plină de incidente, galezul Arthur Linton⁠(d), care a terminat pe locul al patrulea, a căzut de șase ori, o dată după ce a lovit un câine. Câștigătorul, Josef Fischer⁠(d), a avut un avans de 23 de minute până când aproape că a fost doborât de un cal și apoi a fost oprit de vaci. Când Fischer a intrat în velodromul din Roubaix, era plin de noroi și sânge. Doar alți trei cicliști au terminat într-o oră, toți în condiții similare.

## Rezultate

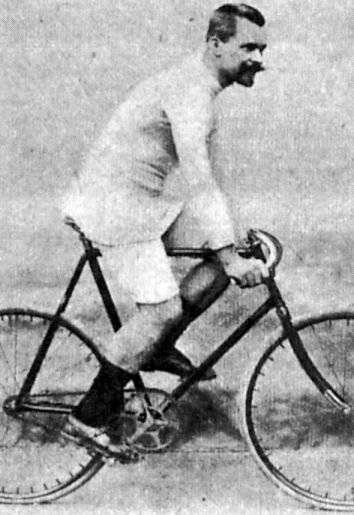
a câștigat primul Paris-Roubaix.

| Loc | Concurent                  | Timp        |
| --- | -------------------------- | ----------- |
| 1   | Josef Fischer (GER)        | 9h 17' 00"  |
| 2   | Charles Meyer (DEN)        | +25' 00"    |
| 3   | Maurice Garin⁠(d) (ITA)     | +28' 00"    |
| 4   | Arthur Linton⁠(d) (GBR)     | +45' 00"    |
| 5   | Lucien Stein (FRA)         | +1h 01' 00" |
| 6   | Boinet (FRA)               | +1h 01' 50" |
| 7   | Emile van Berendonck (BEL) | +1h 07' 50" |
| 8   | Henri Aries (FRA)          | +1h 43' 00" |
| 9   | Gaston Pachot (FRA)        | +2h 02' 00" |
| 10  | Pierre Mercier (FRA)       | +2h 16' 00" |